# 64ª edizione dei Directors Guild of America Award
La 64ª edizione dei Directors Guild of America Award, presentata da Kelsey Grammer, si è tenuta il 28 gennaio 2012 all'Hollywood and Highland Center di Los Angeles. Le nomination per il cinema sono state annunciate il 9 gennaio, quelle per la televisione e la pubblicità sono state annunciate il 10 gennaio, mentre quelle per i documentari il 12 gennaio 2012.

## Cinema

### Film
- Michel Hazanavicius – The Artist
- Woody Allen – Midnight in Paris
- David Fincher – Millennium - Uomini che odiano le donne (The Girl with the Dragon Tattoo)
- Alexander Payne – Paradiso amaro (The Descendants)
- Martin Scorsese – Hugo Cabret (Hugo)

### Documentari
- James Marsh – Project Nim
- Joe Berlinger e Bruce Sinofsky – Paradise Lost 3: Purgatory
- Steve James – The Interrupters
- Richard Press – Bill Cunningham New York
- Martin Scorsese – George Harrison: Living in the Material World

## Televisione

### Serie drammatiche
- Patty Jenkins – The Killing per l'episodio Il primo giorno (Pilot)
- Michael Cuesta – Homeland - Caccia alla spia (Homeland) per l'episodio Eroe di guerra (Pilot)
- Vince Gilligan – Breaking Bad per l'episodio Fine della storia (Face Off)
- Tim Van Patten – Il Trono di Spade (Game of Thrones) per l'episodio L'inverno sta arrivando (Winter Is Coming)
- Michael Waxman – Friday Night Lights per l'episodio Nuove direzioni (Always)

### Serie commedia
- Robert B. Weide – Curb Your Enthusiasm per l'episodio Palestinian Chicken
- Fred Savage – Modern Family per l'episodio Giornata di beneficenza (After the Fire)
- Don Scardino – 30 Rock per l'episodio Arma a doppio taglio (Double-Edged Sword)
- Michael Spiller – Modern Family per l'episodio Natale espresso (Express Christmas)
- David Steinberg – Curb Your Enthusiasm per l'episodio The Divorce

### Miniserie e film tv
- Jon Cassar – The Kennedys
- Jennifer Aniston, Patty Jenkins, Alicia Keys, Demi Moore, Penelope Spheeris – Five
- Jeff Bleckner – Oltre la lavagna - La scuola della speranza (Beyond the Blackboard)
- Stephen Gyllenhaal – Girl Fight
- Michael Stevens – Thurgood

### Soap opera
- William Ludel – General Hospital per la puntata Intervention
- Larry Carpenter – Una vita da vivere (One Life To Live) per la puntata Erika's 40th
- Casey Childs – La valle dei pini (All My Children) per la puntata The Send Off
- Mike Denney – Febbre d'amore (The Young and the Restless) per la puntata From the Grave
- Scott McKinsey – General Hospital per la puntata Forces of Nature
- Cynthia J. Popp – Beautiful (The Bold and the Beautiful) per la puntata Brooke Berry
- Angela Tessinari – La valle dei pini (All My Children) per la puntata In the Wee Small Hours...

### Varietà musicali
- Glenn Weiss – 65ª edizione dei Tony Award
- Louis J. Horvitz – 34ª edizione del premio Kennedy Center Honors
- Don Roy King – Saturday Night Live per la puntata del 21 maggio 2011 presentata da Justin Timberlake
- Don Mischer – 83ª edizione dei Premi Oscar
- Chuck O'Neil – The Daily Show with Jon Stewart per la puntata del 1º giugno 2011

### Reality/competition show
- Neil P. DeGroot – The Biggest Loser per la puntata del 12 aprile 2011
- Eytan Keller – The Next Iron Chef:  Super Chefs per la puntata del 30 ottobre 2011 Primal: Heat and Meat
- Brian Smith – MasterChef per la puntata del 6 giugno 2011 Auditions (part 1)
- J. Rupert Thompson – Fear Factor 2.0 per la puntata del 12 dicembre 2011 Scorpion Tales
- Bertram Van Munster – The Amazing Race per la puntata del 10 aprile 2011 You Don't Get Paid Unless You Win? (Varanasi, India)

### Programmi per bambini
- Amy Schatz – A Child's Garden of Poetry
- John Fortenberry – Fred 2: Night of the Living Fred
- Jeffrey Hornaday – Regista di classe (Geek Charming)
- Michael Lembeck – Sharpay's Fabulous Adventure
- Patricia Riggen – Lemonade Mouth
- Damon Santostefano – Best Player

## Pubblicità
- Noam Murro – spot per Heineken (Handlebar Moustache), DirecTV (Hot House), Battlefield 3 (Is It Real?), Volkswagen (Pinata)
- Lance Acord – spot per Nike (Paint the Town; The Chosen), Volkswagen (The Force), NBA (Sweetest Moment)
- Dante Ariola – spot per Volkswagen (Black Betty), Nissan Motor (Gas Powered Everything), Jim Beam (Parallels)
- Fredrik Bond – spot per Heineken (Date; The Entrance)
- Steven Miller – spot per Cheetos (Fort), GEICO (Guinea Pigs; Sushi), Ortega (Parking Lot), Dos Equis (Pommel Horse; Pygmy; Speed Dating)

## Premi speciali

### Premio Frank Capra
- Katy Garretson

### Premio Franklin J. Schaffner
- Dennis W. Mazzocco

### Premio per il membro onorario
- Edwin Sherin